# Eremopterix leucopareia
Pastor-de-faces-brancas ou pastor-mascarado (Eremopterix leucopareia) é uma espécie de ave da família Alaudidae.
Pode ser encontrada nos seguintes países: Burundi, República Democrática do Congo, Quénia, Malawi, Tanzânia, Uganda e Zâmbia.
Os seus habitats naturais são: campos de gramíneas subtropicais ou tropicais secos de baixa altitude.